# Tero Koskiranta
Tero Koskiranta, född 18 juni 1984, är en finländsk professionell ishockeyspelare som spelar för TPS Åbo i FM-ligan. Han spelar som center.

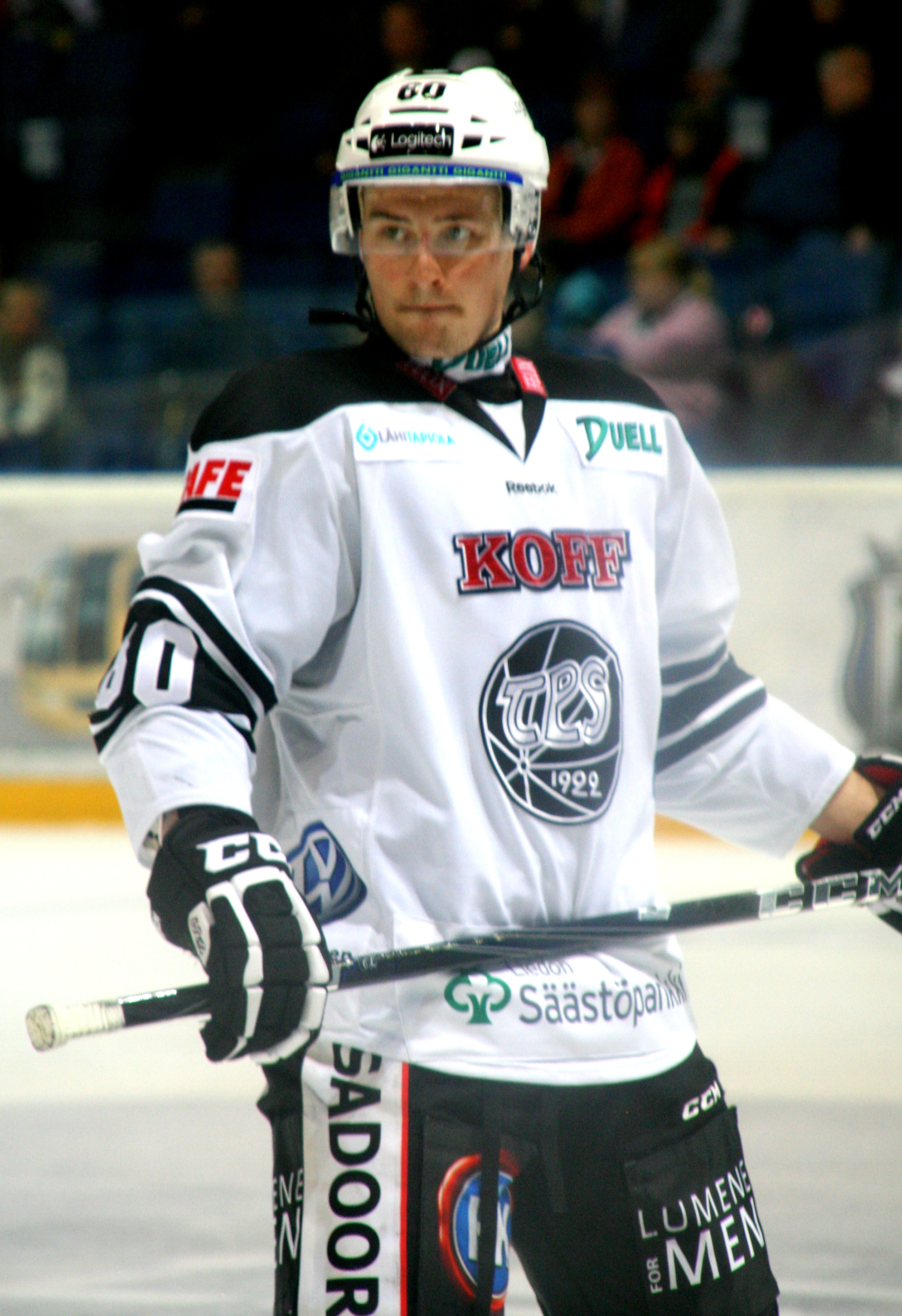
Tero Koskiranta i spel för TPS Åbo i september 2012.

Koskiranta har spelat sammanlagt 421 matcher i finska högstaligan och svarat för 200 poäng (70 mål), med klubbarna Esbo Blues, SaiPa, Pelicans och TPS Åbo. Han har även spelat 16 matcher för Färjestads BK under säsongen 2014-15.
Den 29 januari 2015 blev det officiellt att Koskiranta blivit utlånad till Färjestads BK i SHL från TPS Åbo för resten av säsongen.